# Horjul
Horjul este o localitate din comuna Horjul, Slovenia, cu o populație de 1.169 de locuitori.